# Ali Akbar Khata’i
ʿAli Akbar Khata’i (arabisch خطائي، علي اكبر, türkisch Ali Ekber Hıtai; bl. ca. 1500–1516) war ein früher persischer Reisender und Schriftsteller im 16. Jahrhundert. Obwohl seine Herkunft nicht sicher ist, ist wohl eindeutig, dass er um 1515 nach Istanbul kam oder dorthin zurückkehrte, wo er das Ḵaṭāy-nāma (Khiṭāynāma, Khaṭāynāma) herausgab, welches als eines der umfassendsten Reisebücher über die Ming-Dynastie gilt. Sein Werk, ursprünglich in Persisch verfasst, wurde später ins Osmanisch-Türkische übersetzt und wurde zu einem einflussreichen Werk der türkisch- und persischsprachigen islamischen Welt.

## Name
Es gibt eine ganze Reihe differierender Übertragungen des Namens in europäische Sprachen zum Beispiel in der Encyclopedia Iranica: ʿAlī Akbar Ḵeṭāʾī.

## Leben
Über sein Leben ist nichts Gesichertes bekannt und seine Herkunft ist unbekannt. Das Buch entstand in Istanbul. Einzelne Gelehrte, wie Aly Mazahéri, vermuten anhand von Referenzen im Text eine Herkunft aus Transoxanien (Buchara).
Möglicherweise deutet der Name ʿAlī Akbar auf eine Herkunft aus schiitischer Zugehörigkeit. Sein Text preist jedoch die Vier Rechtgeleiteten Kalifen (الخلفاء الراشدون‎, al-Khulafāʾ al-Rāshidūn), welche von den  Sunniten verehrt werden.
Es wird vermutet, dass ʿAlī Akbar ein Händler war. Er bezeichnet sich selbst mehrfach als Qalandar (Derwisch); diese Bezeichnung kann jedoch eher bildlich verstanden werden und sein demütiges Auftreten unterstreichen. Eine regelrechte Mitgliedschaft in einer Tarīqa (Dervischorden) ist eher unwahrscheinlich.
Der Zuname „Khata’i“ (Ketai/Kitai) in seinem Namen bedeutet „von China“ und bezieht sich darauf, dass er nach China gereist sein und dort gelebt haben soll.
Während gewöhnlich davon ausgegangen wird, dass wenigstens einiges Material des Khataynameh auf Erfahrungen des Verfassers aus erster Hand in China beruht, vermutet Lin Yih-Min, der das Buch ins moderne Türkisch übersetzt hat, dass ʿAlī Akbar (wie wohl auch Juan González de Mendoza und Marco Polo) nicht wirklich nach China gereist ist und dass sein Werk komplett auf fremden Berichten basiert.

## DasKhataynameh
ʿAlī Akbar’s Khataynameh („Das Buch über China“, auch: Kanun-name), verfasst in Persisch, wurde 1516 in Istanbul verfasst und um 1520 herausgegeben.
ʿAlī Akbars Werk wurde 1582 ins Osmanisch-Türkische übersetzt. Sein Werk wurde von späteren türkischen Autoren häufig zitiert; es war speziell eine der Hauptquellen über China für das Jihān-numā von Katip Çelebi, zusammen mit einem früheren Werk von Ghiyāth al-dīn Naqqāsh. Moderne Forscher weisen darauf hin, dass sich die Berichte aus Ghiyāth al-dīns und 'Ali Akbars Werken gewissermaßen ergänzen, da die beiden Verfasser das mingzeitliche China unter verschiedenen Aspekten darstellen: Ghiyāth al-dīn kam an den Hof des Ming-Kaisers Yongle als Mitglied einer offiziellen Delegation der Timuriden, unter Schāh Ruch, und seine Berichte beziehen sich hauptsächlich auf diplomatische Ereignisse; 'Ali Akbar dagegen gibt viel detaillierte Berichte über das alltägliche Leben im Land wieder. Das Khataynameh berichtet jedoch ebenfalls von zahlreichen politischen Strömungen am Hof der Ming während der Regierungszeit der Kaiser Hongzhi und Zhengde.

### Übersetzungen
Drei Kapitel des Khataynameh wurden von Charles Schefer ins Französische übersetzt und 1883 veröffentlicht, zusammen mit dem persischen Originaltext.